# Menno Huizinga

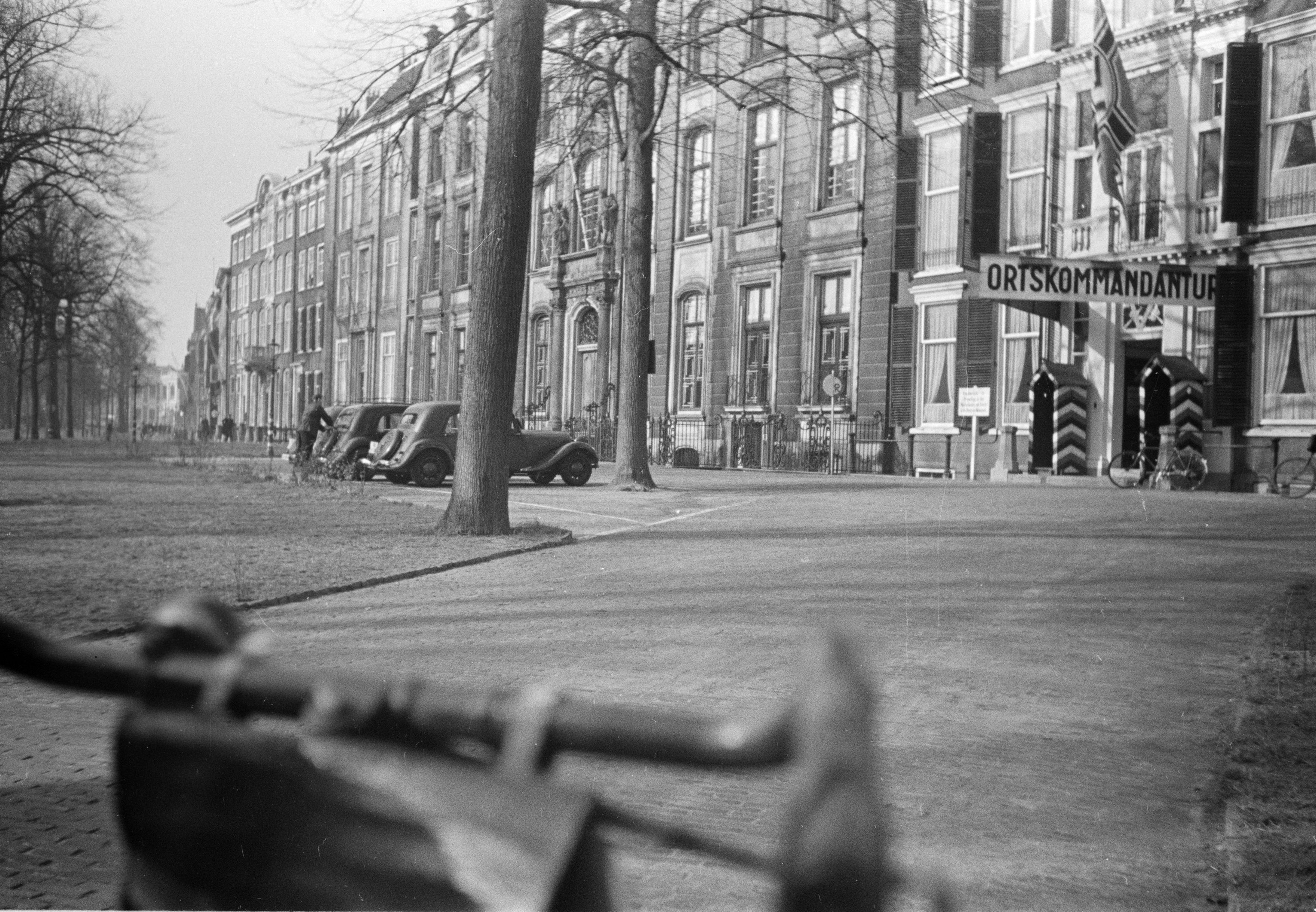
Menno Huizinga: Ortskommandantur na třídě Lange Voorhout v Haagu. Fotografie pořízená z jeho velocipedu fotoaparátem Leica skrytým v krabici od sýra. Asi 1940–1944.

Menno Huizinga (28. října 1907 Nes – 14. září 1947 Amsterdam) byl nizozemský fotograf. Ve 30. letech byl jedním ze známých nizozemských profesionálních fotografů. V průběhu okupace se z firemního fotografa proměnil v nelegálního reportéra, který vždy fotografoval aktuální události. Podílel se na různých druzích fotografie, včetně městských scén, pouliční fotografie, architektury, komerční a reklamní fotografie. Vytvořil sérii snímků Hladové zimy 1944–1945 pro místní Plaatselijk Interkerkelijk Bureau's Gravenhage a Omstreken. Huizinga také fotografoval na mikrofilm pro skupinu odporu, pracoval pro spolek De Ondergedoken Camera (Skrytá kamera, Underground kamera) během druhé světové války. Válečné negativy Huizinga byly během jeho života převedeny do Nizozemského institutu pro válečnou dokumentaci (NIOD) v Amsterdamu. Jeho další práci spravuje Nederlands Fotomuseum.

## Životopis
V roce 1926 pracoval v Amsterdamu, o dva roky později v Haagu a v roce 1929 absolvoval studijní cestu do Spojených států amerických, kde pracoval v malém fotografickém studiu The Hughes Company, navštívil také Baltimore (Maryland) a pracoval tam ve velké společnosti Lucas Kanarian v New Yorku.
Huizinga založil vlastní studio pro korporátní fotografii, ale v roce 1938 toto studio zavřel. Byl firemním fotografem v Provinciale Geldersche Electriciteits-Maatschappij, Philips a Vliegtuigenfabriek Koolhoven. Během bombardování Rotterdamu ztratil téměř veškeré své fotografické vybavení.
V průběhu okupace se z firemního fotografa proměnil v nelegálního reportéra, který vždy fotografoval aktuální události. Huizinga také fotografoval na mikrofilm pro skupinu odporu, pracoval pro spolek De Ondergedoken Camera (Skrytá kamera, Underground kamera) během druhé světové války. Skupina vznikla z iniciativy fotografů Fritze Kahlenberga a Tonnyho van Renterghema a zahrnovala jak profesionální fotografy, tak i amatéry. Cílem bylo využít jejich schopnosti dokumentovat. Protože fotografování bylo během německé okupace Nizozemska zakázáno, pracovalo se jim za velmi obtížných okolností. Pro svou vlastní bezpečnost často zůstávali v anonymitě a někdy pod pseudonymem. Jejich cílem bylo zachytit všední život v nacisty okupovaném Nizozemí. Museli se vypořádat s velkými logistickými problémy, jako byl nedostatek materiálu a omezená elektrické energie, vyžadující použití karbidových výbojek a centrální temné komory, ale i tak se jim podařilo zachytit hodně situací. Fotoaparáty byly často skryty pod bundou, novinami nebo zabudovány do nákupních tašek nebo aktovek s otvorem pro objektiv.
Huizing fotografoval od roku 1941 do roku 1943 v Amsterdamu, Rotterdamu, Goudě, Delftu, Haarlemu a Nijmegenu pro Nizozemskou asociaci ochrany ovzduší a v roce 1942 byl filmovým operátorem pro Nizozemský červený kříž. Natočil záznamy o důsledcích německé okupace v Haagu pro skupinu odporu Packard, město Haag a místní Interchurch Office pro Haagu a okolí. Vytvořil sérii snímků Hladové zimy 1944–1945 pro místní Plaatselijk Interkerkelijk Bureau's Gravenhage a Omstreken. V roce 1945 se přestěhoval do Amsterdamu a vstoupil do Institutu Lichtbeeldeninstituut.
Fotografoval každodenní život v Haagu, v roce 1942 fotografoval stavbu Atlantického valu, v roce 1943 zaznamenal kácení lesů Haagse a v zimě roku 1944 fotografoval zoufalé hledání všeho hořlavého. Během špionážního fotografování schoval svůj fotoaparát Leica do krabice od sýru s otvorem vyříznutým pro objektiv a cestoval na svém bicyklu. Nakonec fotografoval osvobození a příchod vojsk a oslavy konce války. Fotografie jsou součástí rozsáhlé sbírky NIOD Instituut voor Oorlogs-, Holocaust- en Genocidestudies (Institut pro studium války, genocidy a holokaustu).

## Zajímavosti
Od roku 1935 je známý fotomontáží pro obal knihy De Pantserkrant, kterou vydal Nijgh a van Ditmar.
Od roku 1930 byl členem Nederlandsche Fotografen Patroons Vereeniging (NFPV).
Úložiště Wikimedia Commons obsahuje téměř 800 jeho reportážních a portrétních fotografií.

## Galerie

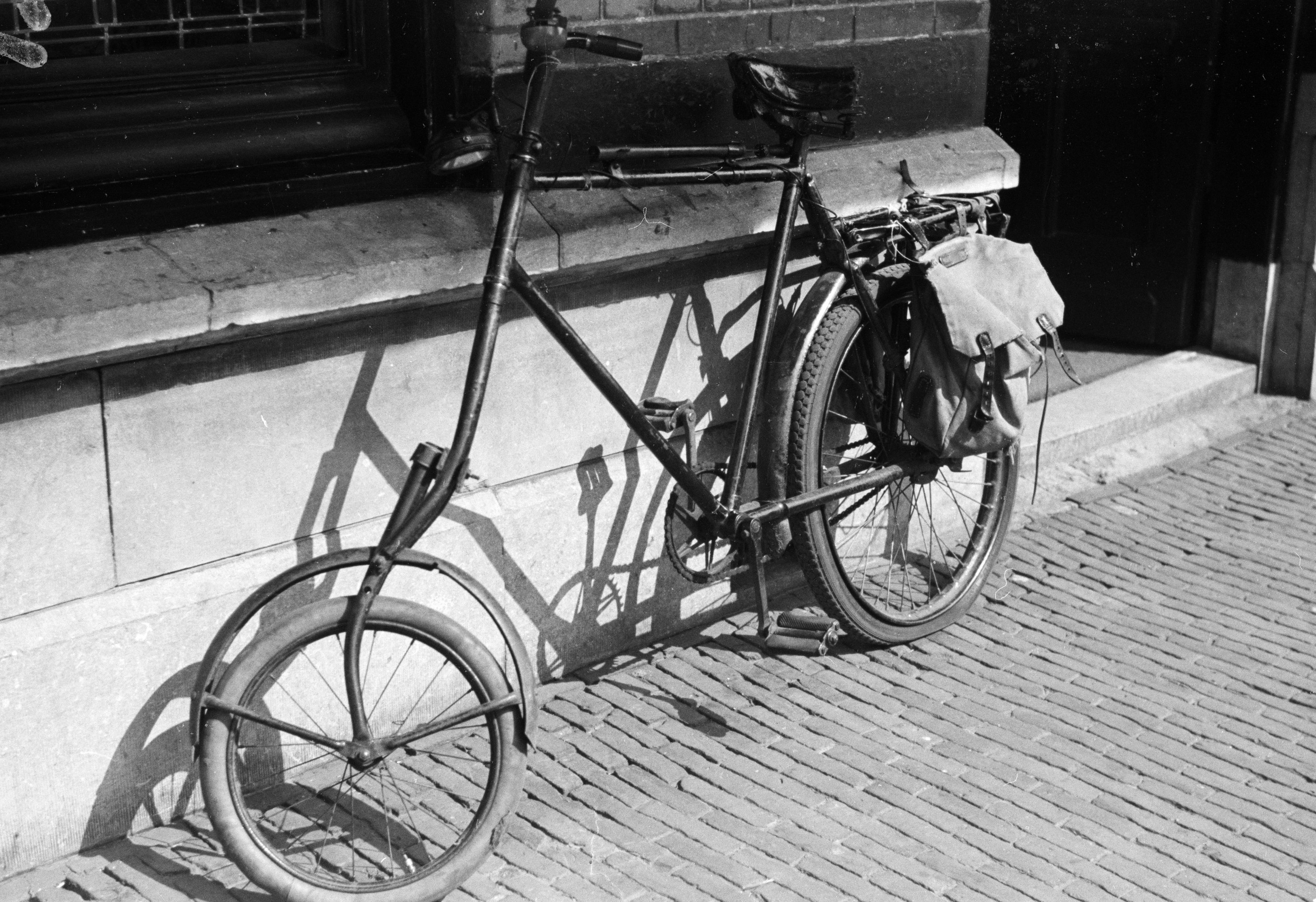
Menno Huizinga: Velociped s upraveným předním kolem kvůli nedostatku běžných pneumatik, Haag, 1943–1944
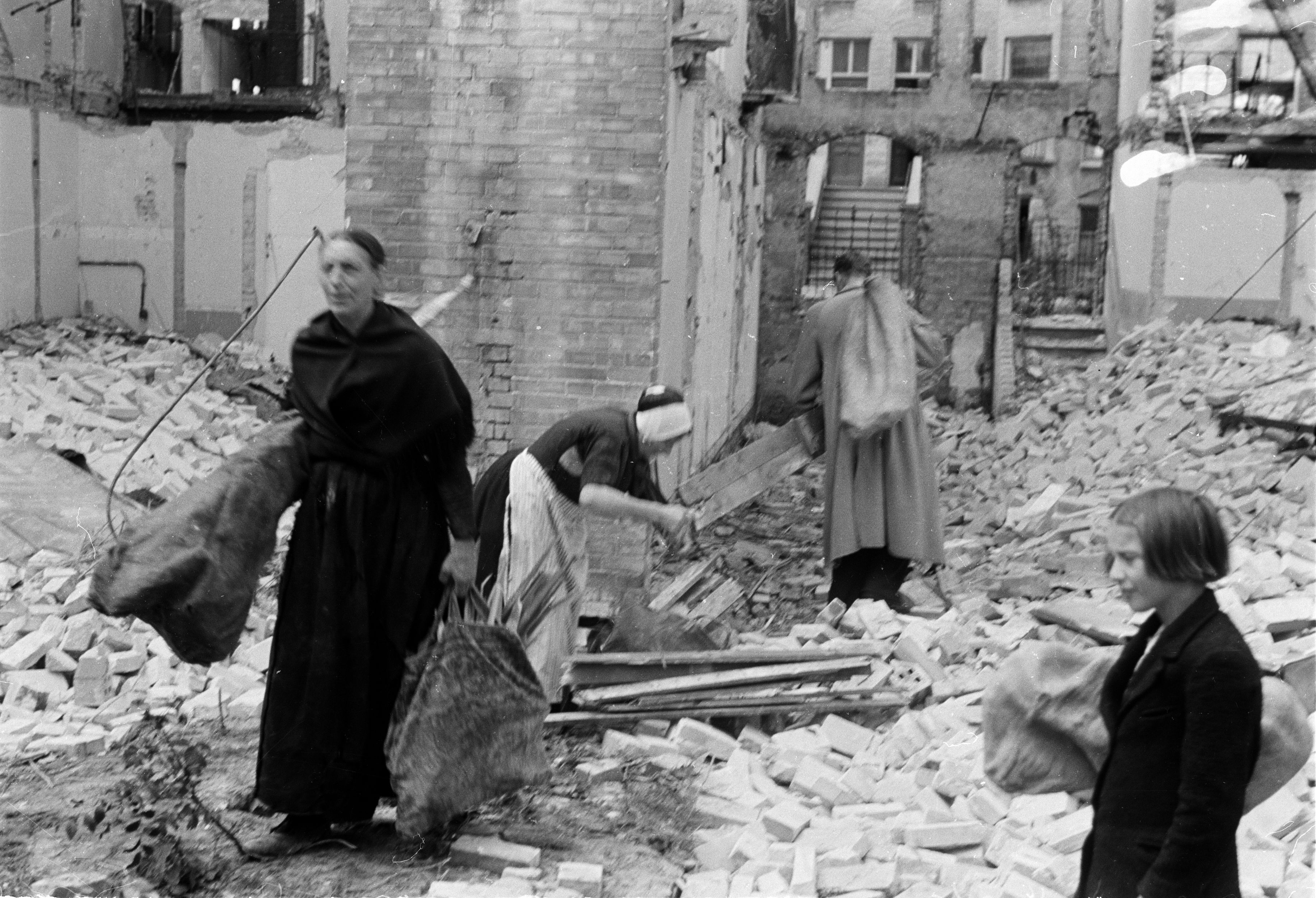
Menno Huizinga: Ženy si odnášejí dřevo na topení z rozbořené budovy během období nedostatku paliva způsobeného vnitrostátní železniční stávkou, Haag, 1944–1945
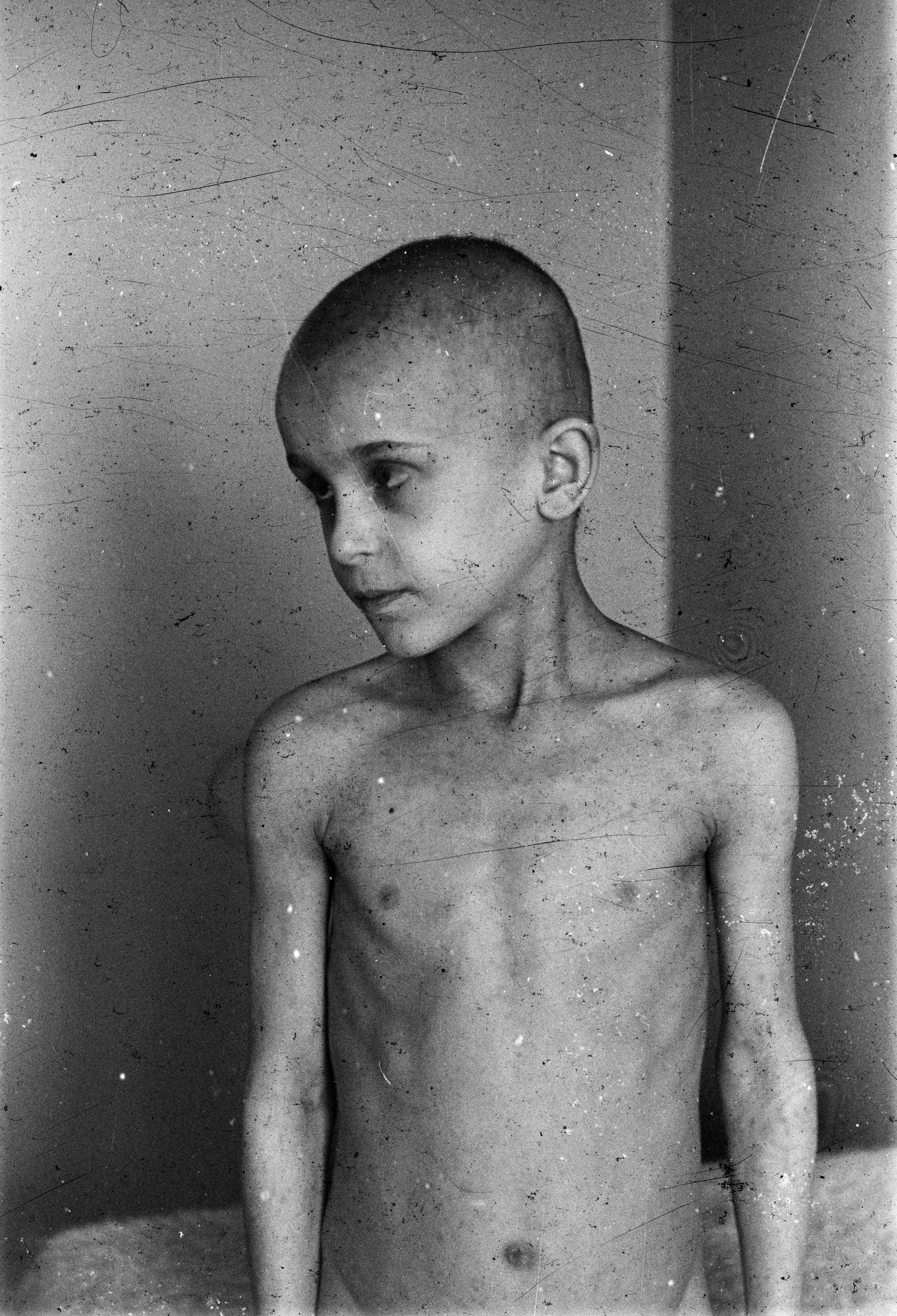
Menno Huizinga: Podvyživený chlapec během Hladové zimy, 1944–1945
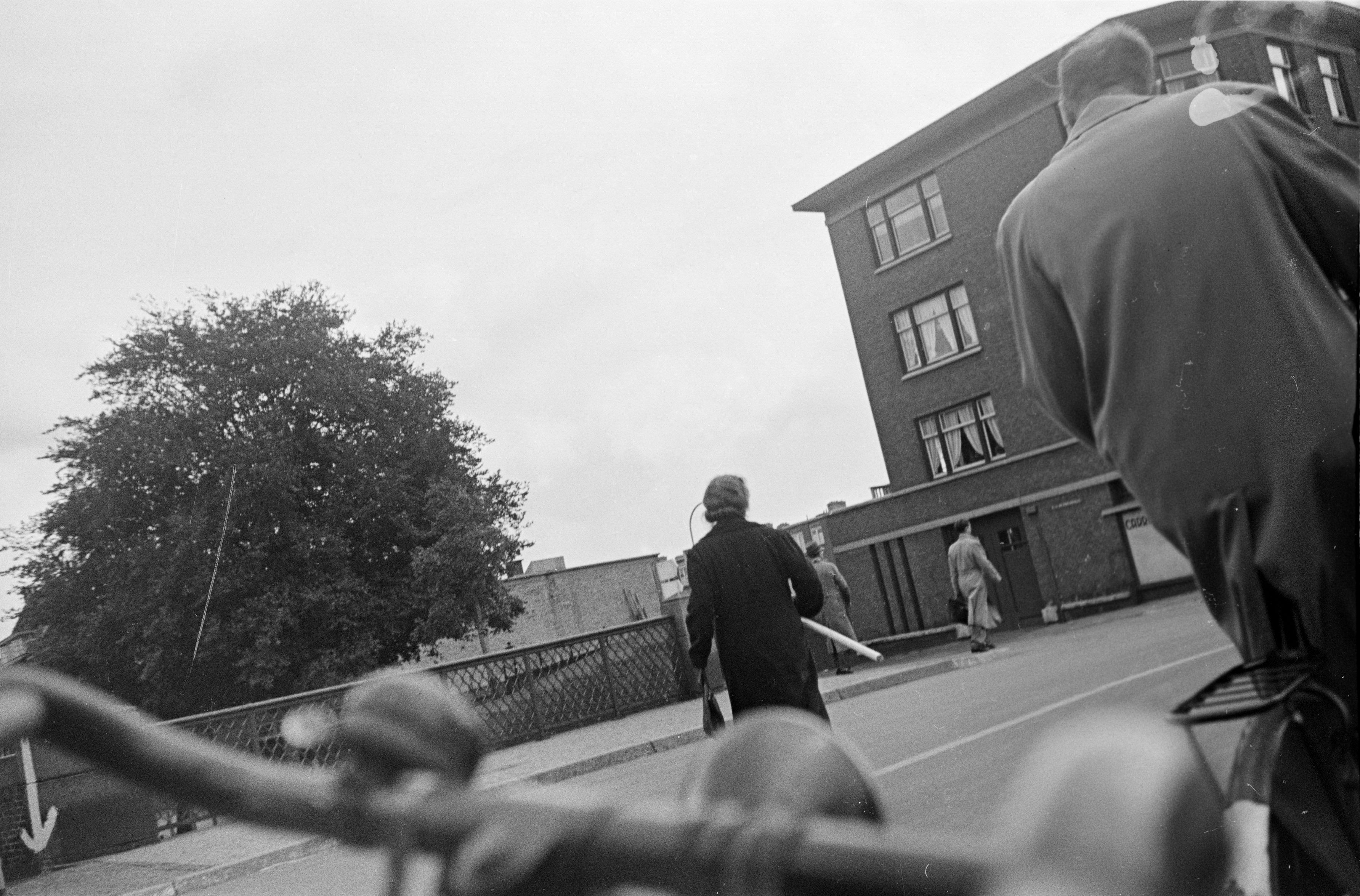
Menno Huizinga: Špionážní fotografie, dole v popřed jsou vidět řídítka Huizingova kola, žena dokázala koupit oranžovou vlajku, 1944–1945
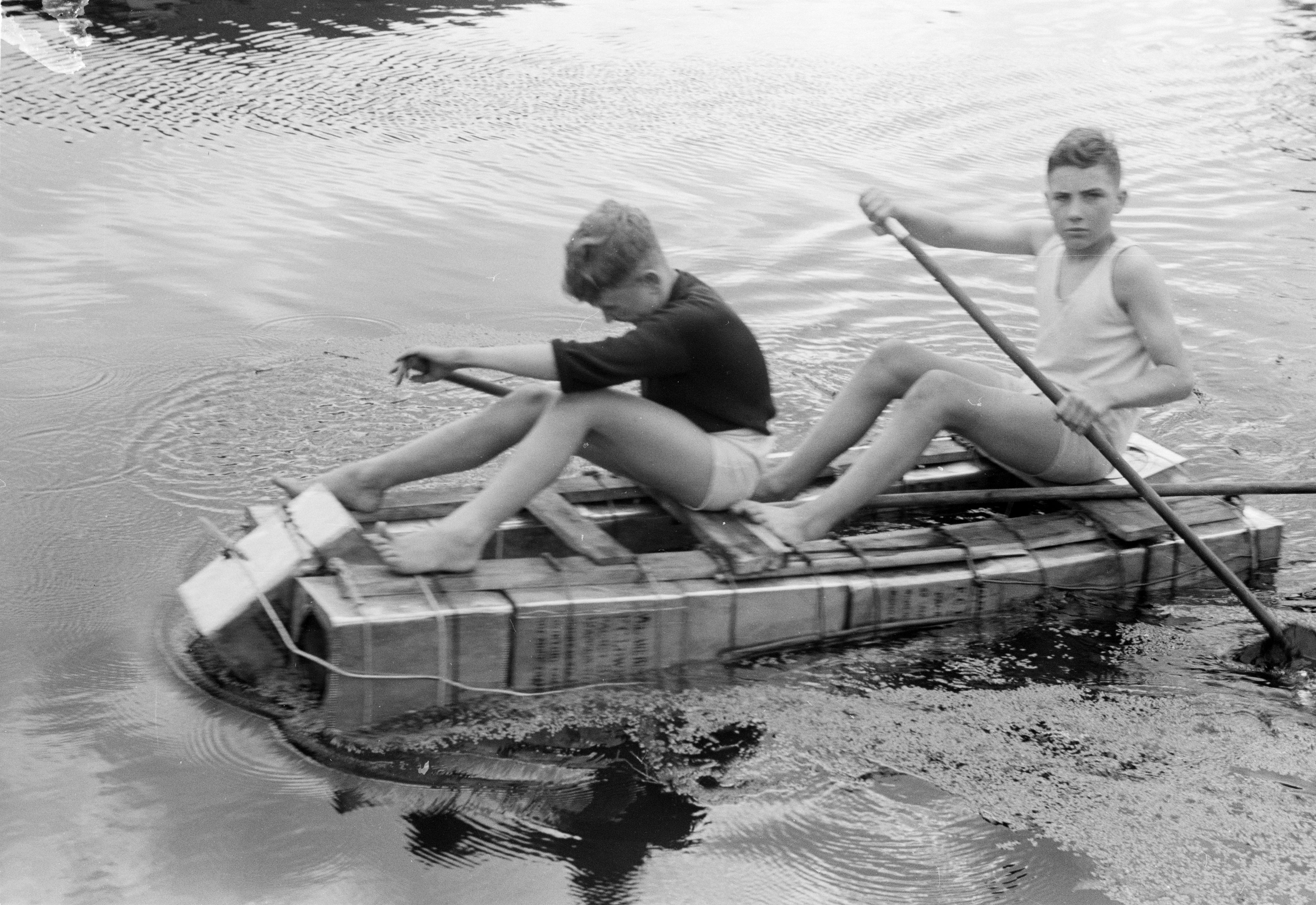
Menno Huizinga: Dva chlapci si hrají po osvobození na raftu z potravinářských plechovek a dřeva, léto 1945
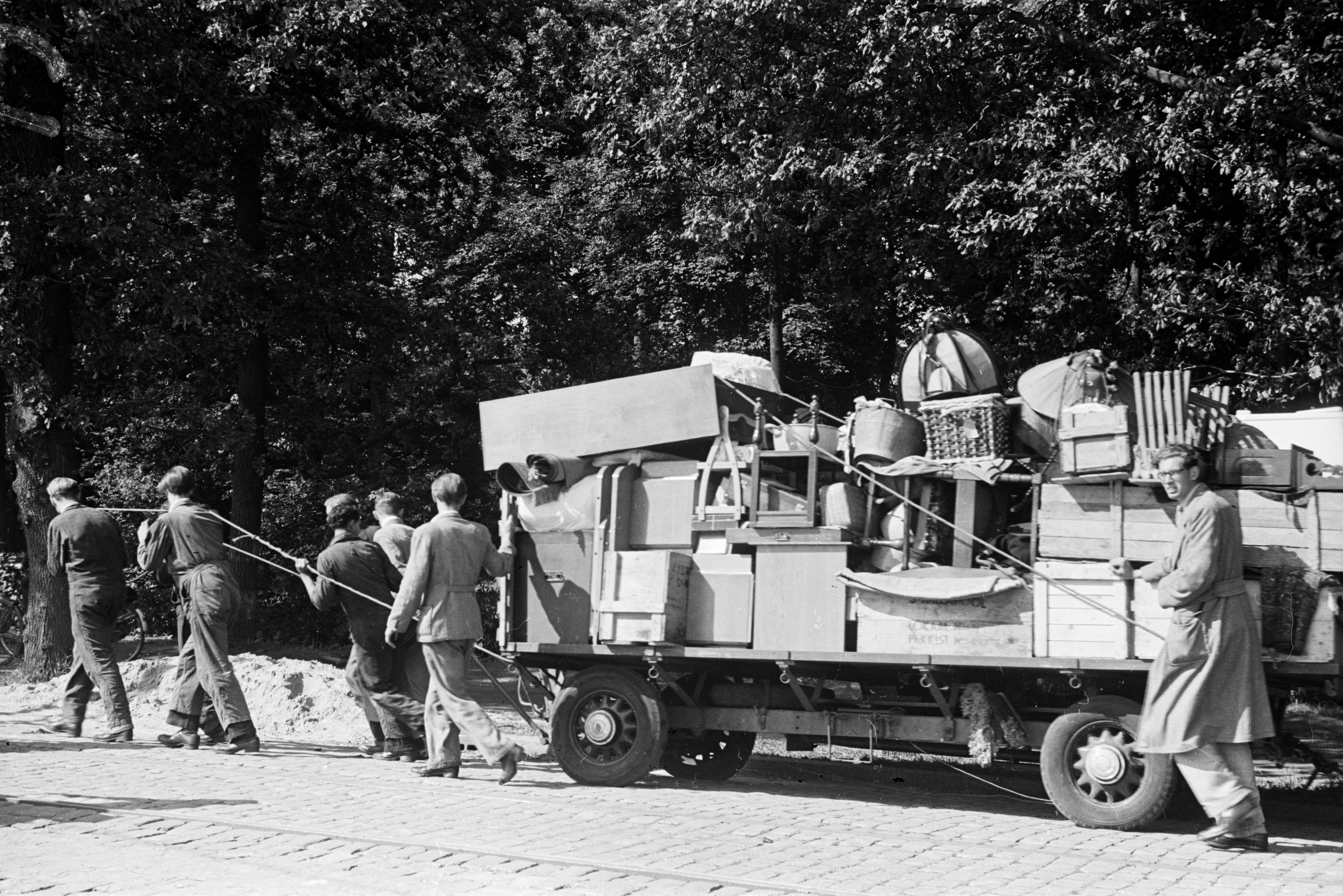
Menno Huizinga: Kvůli nedostatku koní museli lidé vozy táhnout sami. Evakuace z okresu Marlot v Haagu a Wassenaar kvůli vypuštění raket V2.